# بچه‌های من، بچه‌های تو، بچه‌های ما
بچه‌های من، بچه‌های تو، بچه‌های ما (انگلیسی: Yours, Mine & Ours) یک فیلم کودکان و کمدی-درام آمریکایی محصول سال ۲۰۰۵ به کارگردانی راجا گاسنل با بازی دنیس کواید و رنه روسو است. داستان درباره به یک خانواده پرجمعیت با ۱۸ فرزند است. این بازسازی فیلمی به به همین نام در سال ۱۹۶۸ محسوب می‌شود. این فیلم توسط منتقدان مطرح شد و در مقابل بودجه ۴۵ میلیون دلاری ۷۲ میلیون دلار فروخت. این فیلم در ایران با نام بچه‌های من، بچه‌های تو، بچه‌های ما دوبله و منتشر شده است.

## داستان
یک دریاسالار و یک طراح کیف‌های دستی عاشق یکدیگر شده و ازدواج می‌کنند. اما زندگی به همراه ۱۸ فرزند، بسیار ناراحت‌کننده به نظر می‌آید…

## بازخوردها
در سایت راتن تومیتوز، این فیلم بر اساس ۱۰۷ نقد، دارای ۶ درصد تاییدیه است. اجماع انتقادی این سایت می‌گوید: «طرح داستانی قابل پیش‌بینی و کهنه است، و کمدی به اشتباهات تکراری بستگی دارد که به زودی قدیمی می‌شوند.» در متاکریتیک، امتیاز میانگین وزنی آن ۳۸ از ۱۰۰ بر اساس رای ۲۵ منتقد است که نشان‌دهنده «بررسی‌های عموماً نامطلوب» است. تماشاگران در سینماسکور به آن نمره متوسط "A-" در مقیاس A+ تا F دادند.

## شبکه خانگی
این فیلم در ۲۸ فوریه ۲۰۰۶ بر روی وی اچ اس و دی‌وی‌دی و در ۲ فوریه ۲۰۲ به صورت بلورینتشر شد.